# Pradea oculta
Pradea oculta är en tvåvingeart som beskrevs av Prado 1976. Pradea oculta ingår i släktet Pradea och familjen puckelflugor. Inga underarter finns listade i Catalogue of Life.